# 卡佩爾恩 (密蘇里州)
卡佩爾恩（英語：Cappeln）是位於美國密蘇里州聖查爾斯縣的非建制地區。

## 歷史
卡佩爾恩的郵局於1870年設立，其後於1907年停運。

## 地理
卡佩爾恩所處的海拔為高於海平面251米（即823英呎），而該地所採用的時區為UTC-6，即北美中部時區（CST）。同時該地設有夏令時間，為UTC-6調快一小時，即UTC-5（CDT）。